# ATC code V06
ATC code V06 مواد مغذی زیرگروهی درمانی از سیستم طبقه‌بندی شیمیایی درمانی آناتومیک است. این سیستمِ متشکل از کدهای حرفی‌عددی را سازمان جهانی بهداشت برای طبقه‌بندی داروها و سایر تولیدات پزشکی ایجاد کرده است. زیرگروه V06 جزوی از گروه آناتومیک V متفرقه است.

کدهای مورد استفاده در دامپزشکی (کدهای ATCvet) را می‌توان با گذاشتن حرف Q جلو کدهای انسانی ATC ایجاد کرد: مثلاً QV06. 
ممکن است نسخه‌های ملی از طبقه‌بندی ATC حاوی کدهای اضافه‌ای باشند که در این فهرست (نسخهٔ سازمان جهانی بهداشت) نیامده باشند.

## V06B مکمل‌های پروتئین
گروه خالی

## V06D سایر مواد مغذی

### V06DC کربوهیدرات‌ها
V06DC01 گلوکز
V06DC02 فروکتوز